# Hanák Mihály
Hanák Mihály (Eger, 1800 körül – Eger, 1860. július 7.) orvosdoktor, Heves megye főorvosa.

## Élete
Egri származású. 1831-ben a kolerajárvány idején tevékeny részt vett a járvány elleni védekezésben. A vármegye Keszlerffy Józseff megyei főorvost és Benkő Ignác városi főorvost és Hanák Mihályt bízta meg egy, a kolera elleni védekezést szolgáló röpirat összeállításával. (Rövid leírása A' kelet-indiai Cholerának azon rendszabásokkal, mellyek ezen pusztító betegségnek el hárítására szükségesek.) 1832-ben a sziderizmusról írt Öszves dermengés s önképen kifejlett álomjárás története című könyvében. Az „öszves dermengés” a kor nyelvezetével a catalepsia composita fordítása akart lenni. Munkájában az általa kezelt Berzeviczy Flórián sokat betegeskedő, alvajáró papnövendék különös érzékenységéről írt. Eszerint a fiatalember görcsös rohamot kapott már attól is, ha csupán egy kis darab érc volt a közelében és állapota akkor javult, ha azt eltávolították. Művéről Bugát Pál írt recenziót 1832-ben az Orvosi Tárban. 1833-ban megvásárolta a Csiky Sándor utca 4. szám alatti lakóházat. 1841. május 29. és 31. között jelen volt az orvosok és természetvizsgálók pesti nagygyűlésén. 1850. november 1-jétől és 1860. július 7-én reggeli fél négykor bekövetkezett haláláig Heves megye főorvosa volt. Örök nyugalomra helyezték 1860. július 9-én délelőtt a Fájdalmas Szűz kápolna sírboltjába. Neje Szedlitzky Anna volt.

## Munkái
- Dissertatio inaug. medica sistens analysim trium fontium de Béel in Apátfalva comitatus Borsodiensis prorumpentium. Pestini, 1826.
- Öszves dermengés s önképen kifejlett álomjárás története, melyet tapasztalt Egerben 1831-32. évben. Eger, 1832. (Ugyanez latinul Historia catalepseos compositae somnambulismique per se evoluti observata Agriae 1831-32. Agriae, 1832. c. és németre ford. Lipcse és Kassa, 1833.)
- A marhadög elleni rendszabályok. Eger, 1850.